# ناحیه هبرون، میشیگان
ناحیه هبرون (به انگلیسی: Hebron Township) یک منطقهٔ مسکونی در ایالات متحده آمریکا است که در شهرستان چبویگان، میشیگان واقع شده است. ناحیه هبرون ۹۰٫۱ کیلومتر مربع مساحت و ۲۶۹ نفر جمعیت دارد و ۲۲۵ متر بالاتر از سطح دریا واقع شده است.